# Альбедо водной поверхности
Альбедо водной поверхности — отношение отраженной радиации ко всей солнечной радиации, падающей на водную поверхность.

## Факторы, влияющие на альбедо водной поверхности
Альбедо суммарной радиации водной поверхности зависит от ряда факторов:
- Высота стояния Солнца
- Облачность
- Соотношение прямой и рассеянной радиации
- Характеристики водоёма — прозрачность, глубина, степень волнения.

Наиболее влияние на величину альбедо водной поверхности оказывает высота солнца. Вследствие этого выявление остальных указанных зависимостей возможно лишь при фиксированных высотах Солнца.

## Формулы расчета альбедо водной поверхности
Результаты теоретических исследований альбедо прямой солнечной радиации, а также рассеянной и суммарной радиации водных поверхностей изложены в работах Н. Е. Тер-Маркарянц, Зауберера и Руттнера, Лаушера, Глиссейера, Барта и др.
Альбедо гладкой водной поверхности для прямой радиации описывается формулами Френкеля:
{\displaystyle A={\frac {1}{2}}\left[{\frac {\sin ^{2}(i-r)}{\sin ^{2}(i+r)}}+{\frac {\tan ^{2}(i-r)}{\tan ^{2}(i+r)}}\right]};
{\displaystyle n={\frac {\sin i}{\sin r}}};
где {\displaystyle i} — угол падения радиации; {\displaystyle r} — угол преломления, {\displaystyle n} — показатель преломления.
Существуют и приближенные формулы, по которым можно рассчитать альбедо водной поверхности. В частности, Барт предложил формулу:
{\displaystyle A(i)=a+be^{ci}}
где {\displaystyle a=1,997\cdot 10^{-2}},{\displaystyle b=1,303\cdot 10^{-5}}{\displaystyle ,c=7.133}